# Mirinae

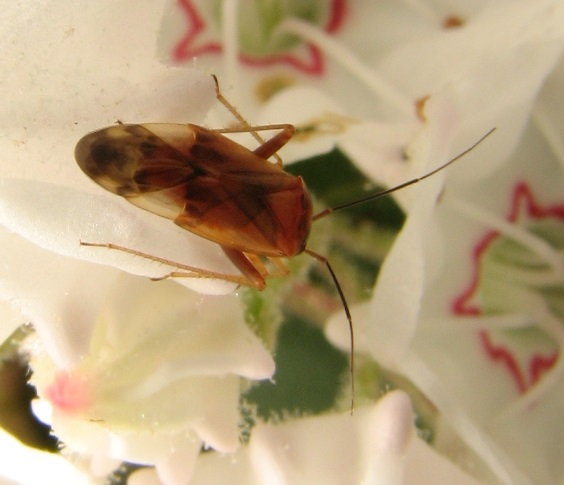
Neolygus laureae en laurel de montaña

Los mirinos, Mirinae, es una subfamilia de hemípteros heterópteros de la familia Miridae.

## Tribus
- Herdoniini
- Hyalopeplini
- Mirini
- Mecistoscelini
- Resthenini
- Scutelliferini
- Stenodemini